# Балик (Болгарія)
Ба́лик (болг. Балик) — село в Добрицькій області Болгарії. Входить до складу общини Тервел.

## Населення
За даними перепису населення 2011 року у селі проживали 224 особи.
Національний склад населення села:
| Національність   | Кількість осіб | Відсоток |
| ---------------- | -------------- | -------- |
| турки            | 218            | 97,8%    |
| болгари          | 4              | 1,8%     |
| інша             | 0              | 0%       |
| Всього відповіли | 223            |          |

Розподіл населення за віком у 2011 році:
Динаміка населення: